# Thomas Menzel
Thomas Menzel (* 22. Oktober 1967 in Marsberg) ist ein deutscher Slawist.

## Leben
Nach dem Magisterstudium (1988–1994) mit dem Hauptfach Slavistik sowie den Nebenfächern Südslavistik und Öffentliches Recht an den Universitäten Würzburg, Leipzig und Bonn war er von 1995 bis 2009 wissenschaftlicher Mitarbeiter (Assistent) am Lehrstuhl für slawische Sprachwissenschaft der Universitäten Oldenburg (bis 2002), Greifswald (2002 bis 2008) und Regensburg (2008 bis 2009). Nach der Promotion 2000 zum Dr. phil. an der Universität Oldenburg war er von 2009 bis 2014 wissenschaftlicher Mitarbeiter im DFG-Projekt „Flexionsmorphologische Irregularität(en) in «aktuellen» Kontaktvarietäten nordslawischer Sprachen“ an der Universität Oldenburg. Nach der Habilitation 2010 (Lehrbefähigung im Fach „Slavische Philologie (Sprachwissenschaft)“) an der Carl-von-Ossietzky-Universität Oldenburg ist er seit 2016 wissenschaftlicher Mitarbeiter am Sorbischen Institut in Bautzen. 2020 wurde er zum außerplanmäßigen Professor an der Fakultät III der Carl-von-Ossietzky-Universität Oldenburg ernannt.
Seine Forschungsschwerpunkte sind Sprachwandeltheorie: Morphologischer Wandel, Natürlichkeitstheorie, Individuum und Sprachwandel, korpusgestützte Analyse des grammatischen Wandels,  Sprachkontakt unter nahe verwandten Sprachen und seine Implikationen für den grammatischen Wandel, funktionale Grammatik: Variation von reinem und präpositionalem Kasus, Diachronie des Kasusgebrauchs im Slavischen, sekundäre Präpositionen im Russischen und Polnischen, Sprach- und Kulturgeschichte der Slaven; Verhältnis von Standardsprachlichkeit und Sprachwandel und deutsch-slavischer Sprachkontakt im Bereich der Standardsprachen und der Dialekte (mit westslavischem Schwerpunkt).

## Schriften (Auswahl)
- Andrej Belyj: Die zweite Symphonie, die Dramatische. Ostfildern 1995, ISBN 3-930717-10-7.
- Flexionsmorphologischer Wandel im Polnischen. Eine natürlichkeitstheoretische Untersuchung auf allgemeinslavischem Hintergrund. Oldenburg 2000, ISBN 3-8142-0731-9.
- mit Gerd Hentschel: Wörterbuch der deutschen Lehnwörter im Teschener Dialekt des Polnischen. Oldenburg 2003, ISBN 3-8142-0857-9. Aktualisierte, verbesserte Internetpublikation
- Der Instrumental des Ortes und der Zeit in den slavischen Sprachen. Kasusmarkierung und präpositionale Kodierung lokaler und temporärer Relationen im Russischen, Polnischen und Serbischen, Kroatischen. Oldenburg 2014, ISBN 978-3-8142-2309-4.